# 207319 Eugenemar
207319 Eugenemar è un asteroide della fascia principale. Scoperto nel 2005, presenta un'orbita caratterizzata da un semiasse maggiore pari a 2,6915283 UA e da un'eccentricità di 0,1000439, inclinata di 13,69995° rispetto all'eclittica.
L'asteroide è dedicato al medico statunitense Eugene Y. Mar.